# Raso
Raso é um ilhéu do grupo de Barlavento do arquipélago de Cabo Verde.  O ilhéu e os ilhéus adjacentes (Santa Luzia e Branco) constituem uma reserva natural desde 1990.  Temperaturas na monte esse 20 °C.
É desabitado e é o habitat de várias espécies endémicas incluido Alauda razae, Tarentola gigas e Mabuya stangeri.

## Galeria de imagens

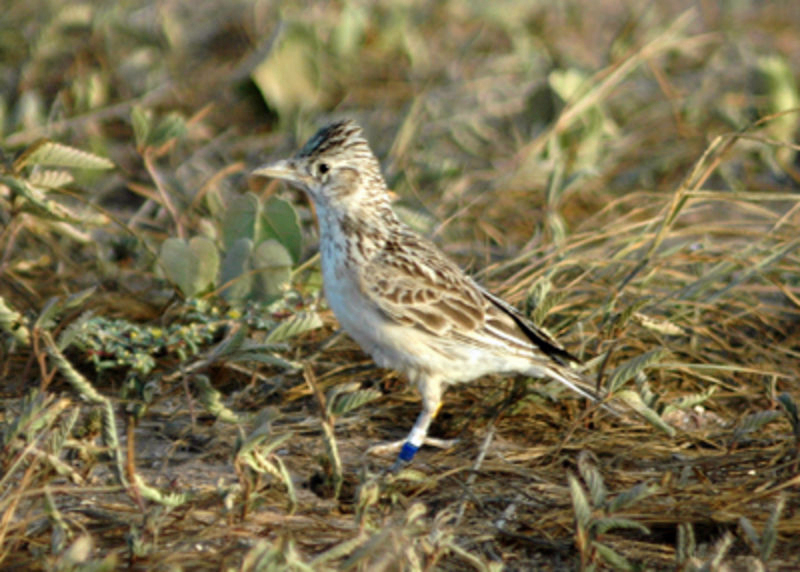
Alauda razae
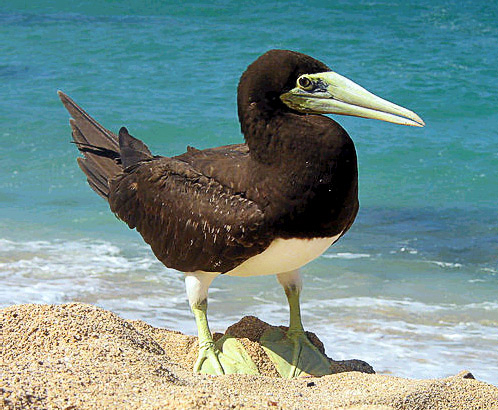
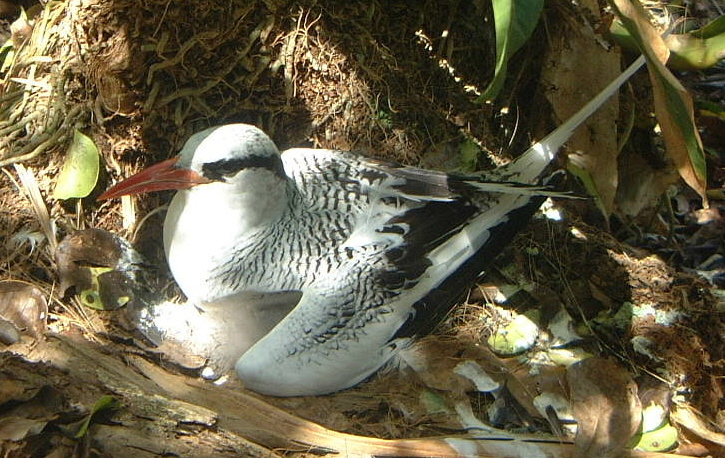
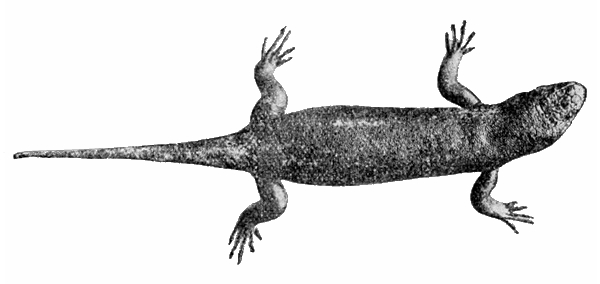
Tarentola gigas
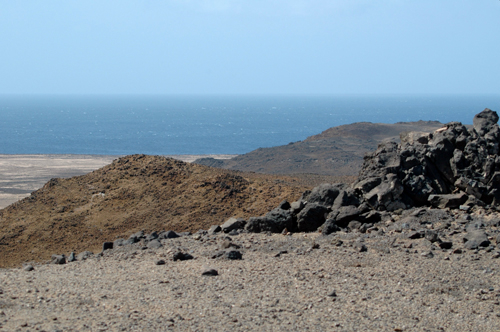
montanhas na zona norte do ilhéu
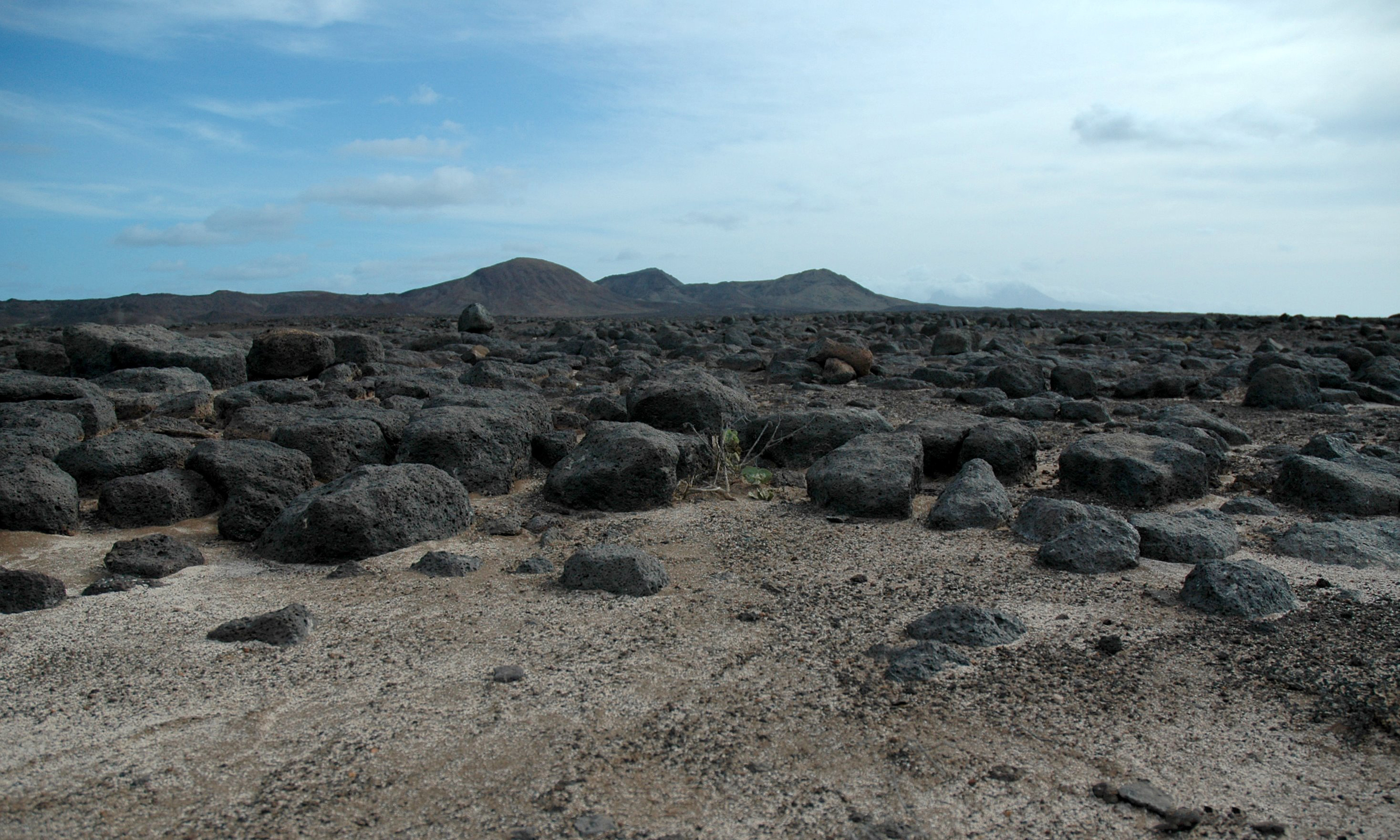
Ilhéu Raso

## Ligas externos
- Fauna e flora de Cabo Verde (em inglês)
- Ilhéu Raso (BirdLife International) (em inglês)
- Áreas protegidas, Cabo Verde (Cape Verde, Protected Areas)